# Aulnay-sur-Marne
Aulnay-sur-Marne je francouzská obec v departementu Marne v regionu Grand Est. V roce 2012 zde žilo 238 obyvatel.

## Poloha
Sousední obce jsou: Aigny, Champigneul-Champagne, Jâlons, Juvigny, Matougues a Vraux.

## Vývoj počtu obyvatel
Počet obyvatel